# Transport express régional
TER, acronimo di Transport express régional, è il marchio commerciale dei servizi ferroviari regionali e stradali francesi gestiti dalla SNCF, che lanciò questo nome nel 1986, nel quadro di convenzioni con le regioni francesi.

## Il servizio

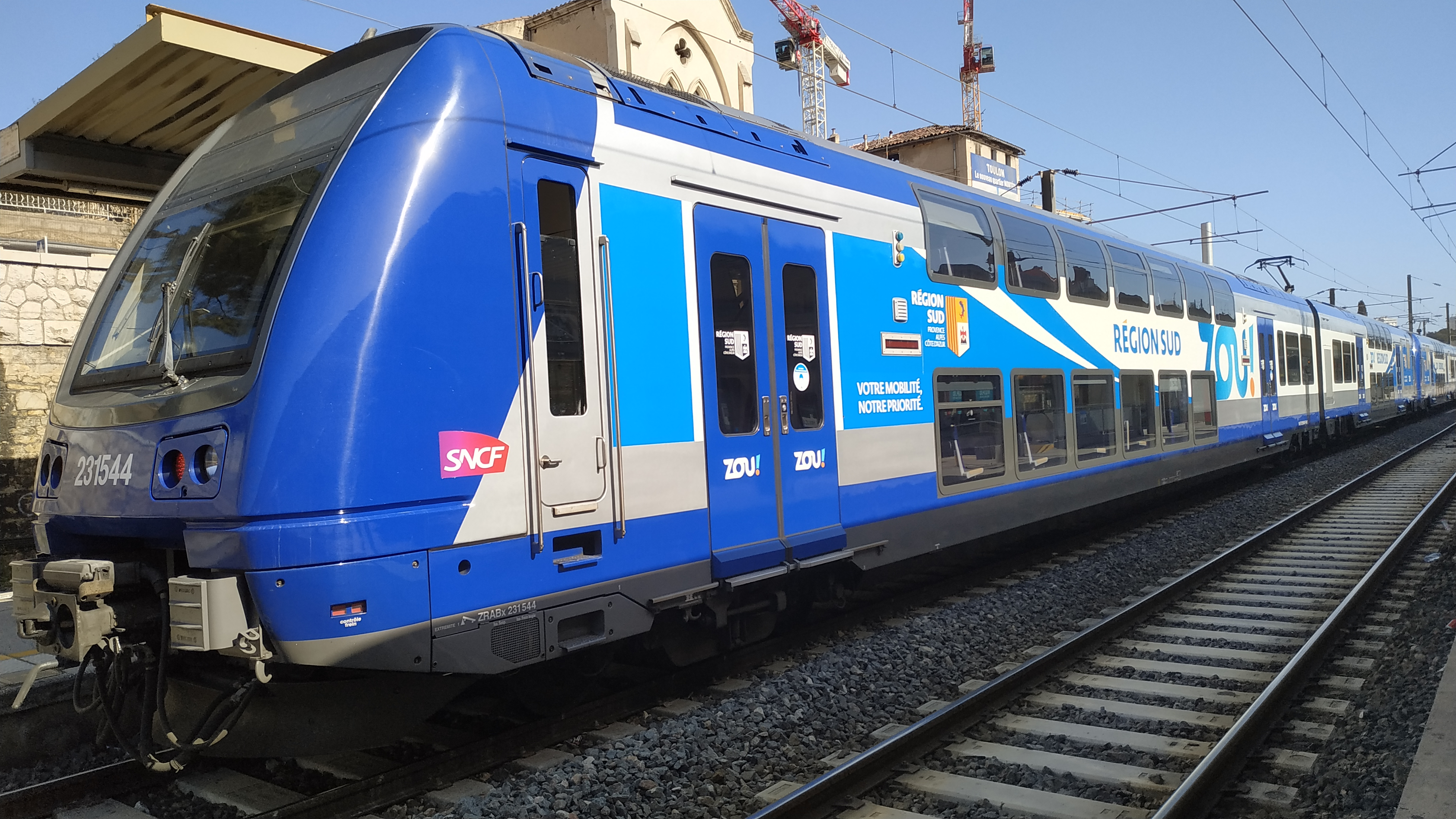
Un Ter della regione "Provence Alpes Côte d'Azur

Il termine TER è utilizzato per designare l'insieme del trasporto regionale o un treno facente parte di questa attività (train express régional). Tutti i treni regionali e locali gestiti da SNCF Mobilités sono dei treni TER, salvo nella regione Île-de-France, dove è utilizzato il marchio "Transilien". I treni TER organizzati dalle regioni possono essere interregionali, ad esempio un treno di una regione limitrofa all'Île-de-France può servire una delle stazioni parigine, ed in alcuni casi anche transfrontalieri.
In Corsica, il trasporto ferroviario non è gestito dalla SNCF quindi non vi è un TER regionale; le ferrovie della Corsica sono gestite dalla Chemins de fer de la Corse.
I TER sono dei treni passeggeri che effettuano servizi in seno ad una stessa regione amministrativa. I servizi TER sono gestiti da SNCF Proximitès (parte del gruppo SNCF che si occupa del trasporto pubblico urbano, suburbano e regionale).
Nell'Île-de-France e in Corsica, il servizio regionale SNCF è differente, ed è organizzato in base alle specificità locali (nella regione parigina i servizi sono conosciuti con il nome Transilien).
Il logo del TER è composto dalla sigla scritta in minuscolo con un carattere di scrittura tipo corsivo, cioè imitando una scrittura a mano.
I servizi TER sono finanziati dalle regioni amministrative francesi. Le regioni quindi firmano dei contratti con SNCF nei quali vengono stabilite le responsabilità contrattuali e l'offerta TER che le regioni vogliono (linee, cadenzamento dei treni, qualità del servizio, tariffe, ...).
Oltre ai treni categorizzati come TER il marchio è stato declinato anche in altre versioni: TERGV (unione tra TER e TGV), servizi TER veloci a Lille, TER200, servizio TER veloce in Alsazia, iC TER, servizi TER a lunga percorrenza e INTERLOIRE, servizio TER veloce tra Orleans e Nantes.

## Le linee TER
| Tipo | Linea regionale                     | Regione                     | Km di rete | Numero linee | Numero stazioni | Sito web | Precedenti linee regionali                      | Regioni prima del 2016              |
| ---- | ----------------------------------- | --------------------------- | ---------- | ------------ | --------------- | -------- | ----------------------------------------------- | ----------------------------------- |
|      | TER Auvergne-Rhône-Alpes            | Alvernia-Rodano-Alpi        | 3 187      | 76           | 335             |          | TER Auvergne TER Rhône-Alpes                    | Alvernia Rodano-Alpi                |
|      | TER Bourgogne-Franche-Comté         | Borgogna-Franca Contea      |            |              |                 |          | TER Bourgogne TER Franche-Comté                 | Borgogna Franca Contea              |
|      | TER Bretagne (TER BreizhGo)         | Bretagna                    | 1 381      | 39           | 126             |          | TER Bretagne                                    | Bretagna                            |
|      | TER Centre-Val de Loire             | Centro-Valle della Loira    |            | 28           | 150             |          | TER Centre-Val de Loire                         | Centro-Valle della Loira            |
|      | TER Grand Est                       | Grand Est                   | 4 230      |              |                 |          | TER Alsace TER Lorraine TER Champagne-Ardenne   | Alsazia Lorena Champagne-Ardenne    |
|      | TER Hauts-de-France                 | Alta Francia                | 2 487      |              | 363             |          | TER Nord-Pas-de-Calais TER Picardie             | Nord-Passo di Calais Piccardia      |
|      | TER Normandie                       | Normandia                   | 1 269      | 28           |                 |          | TER Basse-Normandie TER Haute-Normandie         | Bassa Normandia Alta Normandia      |
|      | TER Nouvelle-Aquitaine              | Nuova Aquitania             | 3 057      | 47           | 333             |          | TER Aquitaine TER Limousin TER Poitou-Charentes | Aquitania Limosino Poitou-Charentes |
|      | TER Occitanie                       | Occitania                   | 2 514      | 63           | 274             |          | TER Midi-Pyrénées TER Languedoc-Roussillon      | Midi-Pirenei Linguadoca-Rossiglione |
|      | TER Pays de la Loire (Aléop en TER) | Paesi della Loira           |            | 17           | 123             |          | TER Pays de la Loire                            | Paesi della Loira                   |
|      | TER Provence-Alpes-Côte d'Azur      | Provenza-Alpi-Costa Azzurra | 1 008      | 16           | 145             |          | TER Provence-Alpes-Côte d'Azur                  | Provenza-Alpi-Costa Azzurra         |
|      | Transilien                          | Île-de-France               | 1 753      | 15           | 543             |          | Transilien                                      | Île-de-France                       |
|      | Chemins de fer de la Corse          | Corsica                     | 232        | 2            | 16              |          | Chemins de fer de la Corse                      | Corsica                             |